# 家獄關
家獄關是指中國大陆異議人士遭当局長期軟禁在家與外界隔絕，讓異議人士關在自己家中，門口有保安人員看守、不准外出、也不准有人來探訪、不准打電話、不准上網，形同「關在家裡的監獄」。此名詞最早係由中国大陆人權活動家胡佳所創用。獲得這項待遇者，通常是政治犯、良心犯、維權人士，較著名被害案例，包括陳光誠、胡佳等人。